# Петър Карагенов
Петър Карагенов е български революционер, деен участник в борбата за освобождението на Добруджа.

## Семейство
Роден е на 25 юни 1896 г. в с. Български косуй (Генерал Драганово), Тутраканско. Родителите му са източноправославни българи. Женен е за Гина Карагенова (р. 1894), имат 7 дъщери: Веселина (1925), Недка (1927), Марийка (1931), Дочка (1933), Петрана (1935), Гена (1921) Гана (1922)

## Дейност
Емигрира в България през 1919 г. и се свързва с други емигранти. Така попада в редиците на ВДРО в 1923 г. Преминава въоръжен границата, участва в сражения с въоръжени румънски банди, жандармерия и редовни войски. Осъден е на смърт от румънските власти. Четник във 2-ра бойна група с войвода Стефан Боздуганов.
За заслуги към Родината е предложен за Народна пенсия през 1943 г.